# Fiddlin’ John Carson

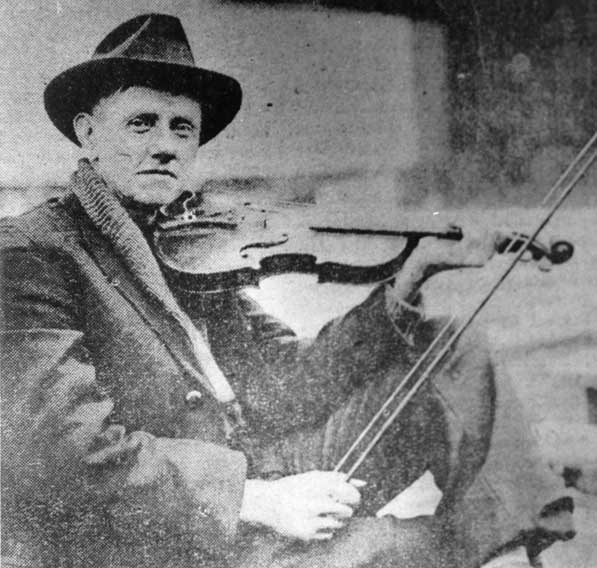
John Carson im Jahre 1924

Fiddlin’ John Carson (* 23. März 1868 oder 1874 im Fannin County, Georgia; † 11. Dezember 1949 in Atlanta, Georgia) war ein US-amerikanischer Old-Time-Musiker, der 1923 als einer der ersten ländlichen Musiker eine Schallplatte aufnahm.

## Leben

Fiddlin' John Carson - The Little Old Log Cabin In The Lane

### Anfänge
Bereits sein Geburtsdatum ist umstritten. Am wahrscheinlichsten ist es der 23. März 1874, denn es ist dem Biografen Gene Wiggins zufolge das historisch am ehesten belegbare Geburtsdatum, da eine Volkszählung des Jahres 1880 Carson im Juni als 6-jährigen Einwohner beschreibt. Carson heiratete im Jahre 1894 Jennie Nora und wurde Vater von 9 Kindern. Eines davon war die am 9. Oktober 1909 geborene Rosa Lee Carson, die ihn als „Moonshine Kate“ erstmals am 10. Dezember 1930 mit Gitarre bei seinen Plattenaufnahmen begleitete. Der einstige Eisenbahnbauer hatte nur eine Passion, seine Fiedel und seine Musik. Da sein Einkommen nicht zur Ernährung der Familie ausreichte, arbeitete er nebenbei ab 1900 in einer Baumwollmühle nahe Atlanta. Außerdem spielte er bei Tanzveranstaltungen; doch es dauerte bis 1913, als er lokal durch Geiger-Wettbewerbe, den Atlanta Fiddler's Conventions, bekannt wurde. Der Durchbruch gelang ihm durch Auftritte beim Radiosender WSB im September oder Oktober 1922. Bis dahin hatte er insgesamt sieben Geiger-Wettbewerbe gewonnen. 
Der Musikveteran hatte durch die gewonnenen Fiddle-Wettbewerbe und seine ersten Radioauftritte einen gewissen Bekanntheitsgrad erworben, als er 1923 durch einen Hinweis des lokalen Vertreters des Plattenlabels OKeh Records von dessen Musik-Produzenten Ralph Peer zu einer Aufnahmesession eingeladen wurde. Der erste Country-Hit entstand nach überwiegender Meinung der Fachwelt unter Regie von Ralph Peer in einem leerstehenden Lagerhaus in Atlanta am 14. Juni 1923 mit einem mobilen Tonstudio, wo Fiddlin' John Carson Little Old Log Cabin In The Lane / Old Hen Cackled & The Rooster's Going To Crow, katalogisiert beim kleinen Okeh-Label als # 4890, aufnahm. Ein Möbelladenbesitzer orderte 500 Stück, nachfolgend wurden seit Veröffentlichung im Juli 1923 insgesamt 500.000 Exemplare hiervon verkauft. Nun wurde die Plattenindustrie auf dieses bisher ignorierte Genre – das „Old Time“, „Hill Country“ oder „Hill Billy“ genannt wurde – aufmerksam und begann, den Markt nach ähnlichen Interpreten abzusuchen. Es war die Geburtsstunde der kommerziellen Country-Musik.

### Weiterer Werdegang
Carsons nächste Studiosession fand am 7./8. November 1923 statt; diesmal holte man ihn in die stationären Okeh-Studios nach New York. Hier entstanden in einer äußerst produktiven Session insgesamt 12 Stücke, darunter auch You'll Never Miss Your Mother Till She's Gone / Papa's Billy Goat (OKeh #4994), das in der Hitparade einen zweiten Rang erreichte. Das gelang auch mit Fare Thee Well Old Joe Clark / Casey Jones, entstanden in derselben Aufnahmesession und veröffentlicht im Mai 1924. Der von Carson am 27. August 1924 aufgenommene Eisenbahnsong I’m Nine Hundred Miles Away From Home geht wohl auf eine alte Folk-Vorlage zurück und gilt als die erste aufgenommene Grundlage für den späteren Country-Standard 500 Hundred Miles Away From Home (Bobby Bare, knapp 1 Million Exemplare verkauft; September 1963). Aus der Session vom 17. März 1927 stammt u. a. wiederum der Titel Cotton-Eyed Joe, der durch die Rednex im Dezember 1994 erfolgreich wiederbelebt wurde. Carson war dem OKeh-Label neun Jahre bis zum 31. Oktober 1931 treu, um dann nach einer schöpferischen Pause am 27. Februar 1934 bei Bluebird Records (Victor-Label) aufzutauchen. Dort entstanden lediglich noch neun Singles, die mit zeitlicher Verzögerung bis Februar 1936 erschienen.   
Während Carson zunächst bei Fiddling-Wettbewerben auftrat, die vom Ku-Klux-Klan gesponsert wurden, und auch bei Wahlkampfveranstaltungen für Politiker, die die Rassentrennung befürworteten, machte er sich 1928 in seinem Lied There Ain't No Bugs on Me über den Klan lustig. 1933 trat er bei einem Benefizkonzert für den inhaftierten afroamerikanischen Arbeiterführer Angelo Herndon auf; in den Nachrichten hieß es, es sei „das erste Mal in der Geschichte der Stadt, dass eine Zusammenkunft von schwarzen und weißen Arbeitern ohne jegliche Rassentrennung stattfand.“ Er war auch der erste Musiker, der ein Lied über den afroamerikanischen Volkshelden John Henry aufnahm.
Insgesamt hat Carson 179 Songs aufgenommen, ganz überwiegend in dem ihm eigenen, deutlich identifizierbaren Country-Fiddle-Stil. Wenn er nicht Solo sang, begleiteten ihn die Virginia Reelers oder Moonshine Kate. Seine Aufnahme von The Little Old Log Cabin in the Lane wurde 1998 in die Grammy Hall of Fame aufgenommen.

## Diskografie, komplett
OKeh (1923–1932):
- The Little Old Log Cabin In The Lane / The Old Hen Cackled And The Rooster's Going To Crow (Okeh 4890), Juli 1923
- Billy In The Low Ground / When You And I Were Young Maggie? (Okeh 40020), Dezember 1923
- You'll Never Miss Your Mother Till She's Gone / Papa's Billy Goat (Okeh 4994), Januar 1924
- Casey Jones / Fare Thee Well Old Joe Clark (Okeh 40038), Februar 1924
- Tom Watson Special / Be Kind To A Man When He's Down (Okeh 40050), März 1924
- The Kickin' Mule / The Farmer Is The Man That Feeds Them All (Okeh 40071), April 1924
- Dixie Boll Weevil / Old Sally Gooden (Okeh 40095), Mai 1924
- Old Aunt Peggy Won't You Set 'Em Up Again? / Arkansas Traveler (Okeh 40108), Juni 1924
- I Got Mine / The Cat Came Back (Okeh 40119), Juli 1924
- When Abraham And Isaac Rushed Out / Old And In The Way (Okeh 40181), September 1924
- I'm Nine Hundred Miles From Home / I'm Glad My Wife's In Europe (Okeh 40196), Oktober 1924
- Alabama Gal / It Ain't Gonna Rain No Mo'  (Okeh 40204), Oktober 1924
- Dixie Division / Sugar In The Ground (Okeh 7003 [12″]), November 1924
- Dixie Cowboy / John Henry Blues (Okeh 7004 [12″]), Dezember 1924
- Run Nigger Run / Turkey In The Straw (Okeh 40230), Dezember 1924
- Nancy Rowland / Jimmie On The Railroad (Okeh 40238), Dezember 1924
- Old Dan Tucker / Old Uncle Ned (Okeh 40263), Januar 1925
- The Baggage Coach Ahead / The Orphan Child (Okeh 7006 [12"]), Februar 1925
- The Lightning Express / The Letter Edged In Black (Okeh 7008 [12"]), März 1925
- Steamboat Bill / Boil Dem Cabbage Down (Okeh 40306), März 1925
- It Takes A Little Rain With The Sunshine? / My North Georgia Home (Okeh40323), April 1925
- Charming Betsy / The Death Of Floyd Collins (Okeh 40363), Mai 1925
- The Honest Farmer / There's Hard Time Coming (Okeh 40411), Juli 1925
- The Boston Burglar / Sally Ann (Okeh 40419), August 1925
- The Hawk And The Buzzard / Bully Of The Town (Okeh 40444), September 1925
- To Welcome Travelers Home / Run Along Home With Lindy (Okeh 45001), Oktober 1925
- Soldier's Joy / Hop Light Ladies (Okeh 45011), November 1925
- Hell Broke Loose In Georgia / Flat Footed Nigger (Okeh 45018), Dezember 1925
- Grave Of Little Mary Phagan / All Alone By The Sea Side (Okeh 45028), Januar 1926
- Do Round My Lindy / Drunkard's Hiccoughs (Okeh 45032), Februar 1926
- Liberty / Old Frying Pan And A Camp Kettle (Okeh 45035), April 1926
- Georgia Wagner / Cackling Pullet (Okeh 45040), Juni 1926
- Goodbye Liza Jane / If There Wasn't Any Women In The World (Okeh 45049), August 1926
- Everybody Works But Father / Bachelor's Ball (Okeh 45056), Oktober 1926
- Fire In The Mountain / Peter Went Fishing (Okeh 45068), Dezember 1926
- When We Meet On The Beautiful Shore / It's A Long Long Way To Tipperary (Okeh 45077), Januar 1927
- Don't Let Your Deal Go Down / In My Old Cabin Home (Okeh 45096), April 1927
- It's A Shame To Whip Your Wife On Sunday / Cotton Eyed Joe (Okeh 45122), August 1927
- Jesse James / Swanee River (Okeh 45139), Oktober 1927
- I'm Gonna Swing On The Golden Gate / Hell Bound For Alabama (Okeh 45159), Dezember 1927
- If You Can't Get The Stopper Out / Turkey In The Hay (Okeh  45167), Januar 1928
- Did He Ever Return / Engineer On The Mogull (Okeh 45176), Februar 1928
- Quit That Ticklin' Me / Smoke Goes Out The Chimney Just The Same (Okeh 45186), April 1928
- Little Log Cabin By The Stream / Old Joe Clark (Okeh 45198), Mai 1928
- Going Down To Cripple Creek / Run Along Home Sandy (Okeh 45214), Juli 1928
- Burgular And The Old Maid / There Ain't No Bugs On Me (Okeh 45259), Oktober 1928
- Christmas Time Will Soon Be Over / Old And In The Way (Okeh 45273),  November 1928
- John Makes Good Licker / Moonshine Kate (Okeh 45290), Dezember 1928
- Be Kind To A Man When He's Down / It Won't Happen Again For Years (Okeh 45301), Februar 1929
- You Can't Get Milk From A Cow Named Ben / Going To The County Fair (Okeh 45321), April 1929
- Down South Where The Sugar Cane Grows / Hawk And Buzzard (Okeh 45338), Juni 1929
- My Ford Sedan / I'll Meet Her When The Sun Goes Down (Okeh 45353), August 1929
- John Makes Good Likker / John Makes Good Likker (Okeh 45369), September 1929
- Welcome The Travelers Home No.2 / You'll Never Miss Your Mother No.2 (Okeh 45384), Oktober 1929
- Times Are Not Like They Used To Be / She's More Like Her Mother Every Day (Okeh 45402), Dezember 1929
- Corn Likker And Barbeque / Corn Likker And Barbeque No.2 (Okeh 45415), Januar 1930
- Sunny Tennessee / Whatcha Gonna Do When Your Likker Gives Out (Okeh 45434), April 1930
- Kate's Snuff Box / Pa's Birthday Party (Okeh 45440), Mai 1930
- The Hen And The Rooster / The Raccoon And The Possum (Okeh 45445), Juni 1930
- Who Bit The Wart Off Grandma's Nose / Who's The Best Fiddler (Okeh 45448), Juli 1930
- John In The Army / You Gotta Let My Dog Alone (Okeh 45458), September 1930
- Last Of The Old Dollar Is Gone / Old Grey Horse Ain't What He Used To Be (Okeh 45471), Oktober 1930
- On The Banks Of Old Tennessee / Silver Threads Among The Gold (Okeh 45488), November 1930
- I'm Going Where The Climate Suits Me / Dominicker Duck (Okeh 45498), Dezember 1930
- Old Ship Is Sailing For The Promised Land / My Home In Dixieland (Okeh 45513), Februar 1931
- Take The Train To Charlotte / Little More Sugar In My Coffee (Okeh 45542), Mai 1931
- I Intend To Make Heaven My Home / My Man's A Jolly Railroad Man (Okeh 45555), November 1931
- After The Ball / Didn't He Ramble (Okeh 45569), Januar 1932

Bluebird (1934–1936):
- Do You Ever Think Of Me / Stockade Blues (Bluebird B-5447), Mai 1934
- Storm That Struck Miami / I Want To Make Heaven My Home (Bluebird B-5483), Juni 1934
- When The Saints Go Marching In / Bear Me Away On Snowy White Wings (Bluebird B-5560), August 1934
- There's No Bugs On Me / Going Where The Sugar Cane Grow (Bluebird B-5652), Oktober 1934
- Taxes On The Farmer Feeds Them All / Honest Farmer (Bluebird B-5742), Januar 1935
- Mama's Nanny Goat / Papa's Billy Goat (Bluebird B-5787), Februar 1935
- Old And In The Way / I'm Old And Feeble (Bluebird B-5959), Juni 1935
- Be Kind To A Man When He's Down / You'll Never Miss Your Mother Till She's Gone (Bluebird B-6022), August 1935
- Since She Took My Likker From Me / I'm Glad My Wife's In Europe (Bluebird B-6247), Februar 1936